# Brno
Brno (nemško Brünn) je drugo največje mesto Češke republike in osrednje mesto zgodovinske dežele Moravske. Samo mesto ima okoli 400.000 prebivalcev (2024), skupaj z bližnjo okolico pa preko 700.000. Leži na sotočju rek Svitave in Svratke na povprečno 237 m nadmorske višine.
Brno je sedež Južnomoravskega okraja, rimskokatoliške škofije ter več univerz in visokih šol, med katerimi je najpomembnejša Masarykova univerza, ki je bila ustanovljena 1919 in je druga največja univerza na Češkem, Mendelova univerzita, pa tudi Janáčkove akademije za glasbo in uprizoritvene umetnosti (JAMU). Leta 1993 se je ob razdelitvi Češkoslovaške Ustavno, Vrhovno in Upravno sodišče Češke republike preselilo v Brno (v prostore nekdanjih zveznih/federalnih sodišč ČSSR), kjer ima zdaj sedež tudi češki ombudsman. Na vzpetini sredi mesta je poglavitna znamenitost Brna, Grad Špilberk, kjer domuje največji brnski oz. osrednji moravski muzej, v mestu pa je tudi Janáčkovo gledališče (dívadlo), alma mater češke opere in zgodovinski spomenik češke umetnosti. 
V mestu je ohranjeno eno najveličastnejših funkcionalističnih del, vila Tugendhat, ki jo je zasnoval arhitekt Ludwig Mies van der Rohe. 
Mesto Brno je znano tudi po Masarykovem dirkališču (Automotodrom Masarykův okruh), odprtem leta 1987 približno 10 km zahodno od središča mesta. V Brnu se je med drugim rodil pisatelj Milan Kundera.